# Saint-Algis
Saint-Algis est une commune française située dans le département de l'Aisne, en région Hauts-de-France.

## Géographie
- 1Carte dynamique
- 2Carte OpenStreetMap
- 3Carte topographique
- 4Carte avec les communes environnantes

### Hydrographie
La commune est située dans le bassin Seine-Normandie. Elle est drainée par l'Oise, le cours d'eau 01 de la commune d'Erloy, le cours d'eau 01 du Moulin d'Ambercy, le cours d'eau 02 de la commune d'Erloy et divers autres petits cours d'eau,.
L'Oise prend sa source en Belgique, à 309 mètres d'altitude, dans l'ancienne commune de Forges et se jette dans la Seine à 20 mètres d'altitude, au Pointil en rive droite et en aval du centre de Conflans-Sainte-Honorine dans le département des Yvelines. D'une longueur 341 kilomètres, elle est presque entièrement navigable et bordée de canaux sur 104 kilomètres.

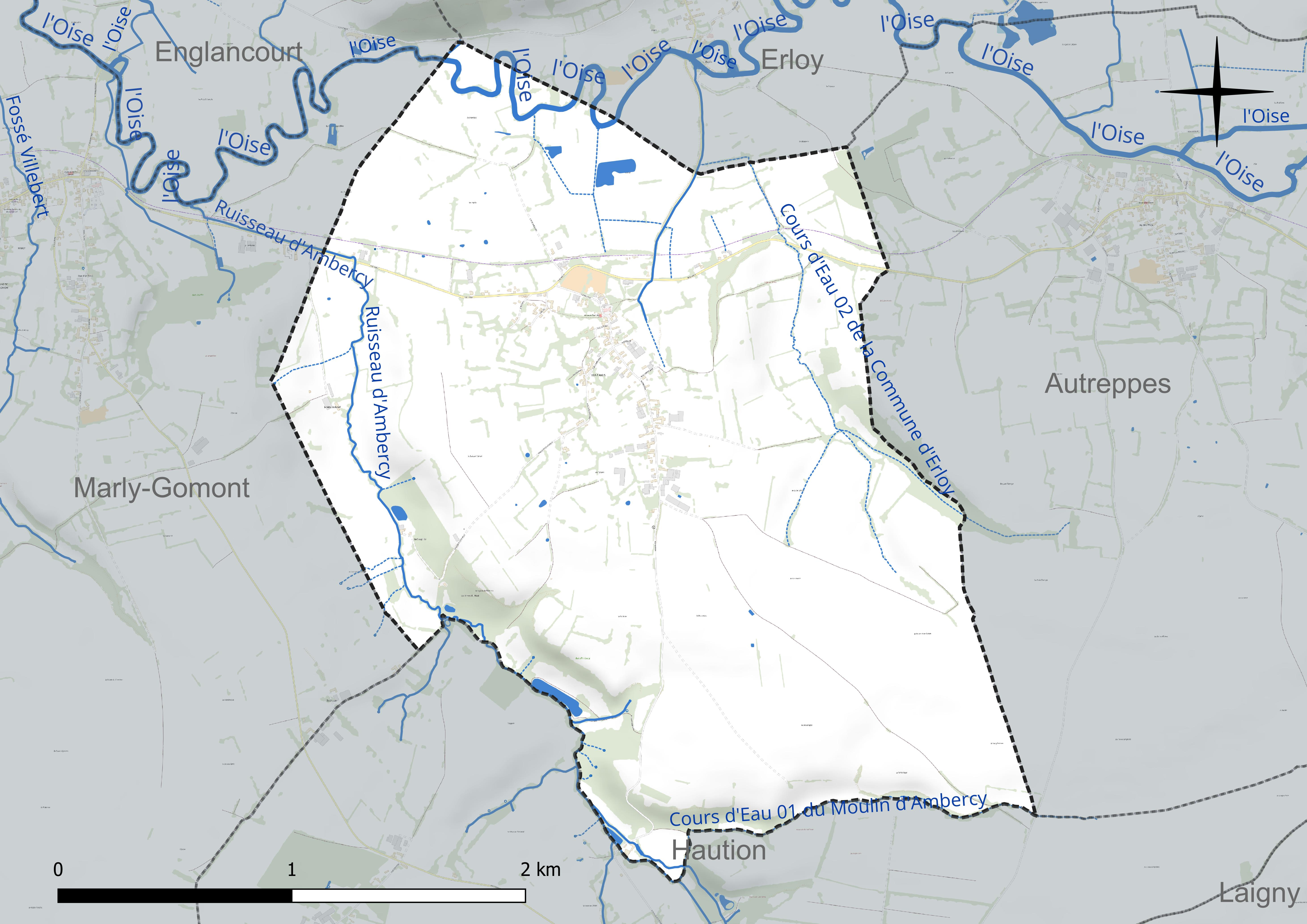
Réseau hydrographique de Saint-Algis.

### Climat
Pour des articles plus généraux, voir Climat des Hauts-de-France et Climat de l'Aisne.
En 2010, le climat de la commune est de type climat des marges montargnardes, selon une étude du CNRS s'appuyant sur une série de données couvrant la période 1971-2000. En 2020, Météo-France publie une typologie des climats de la France métropolitaine dans laquelle la commune est exposée à un climat océanique altéré et est dans la région climatique Nord-est du bassin Parisien, caractérisée par un ensoleillement médiocre, une pluviométrie moyenne régulièrement répartie au cours de l'année et un hiver froid (3 °C).
Pour la période 1971-2000, la température annuelle moyenne est de 9,9 °C, avec une amplitude thermique annuelle de 15 °C. Le cumul annuel moyen de précipitations est de 824 mm, avec 12,9 jours de précipitations en janvier et 9,7 jours en juillet. Pour la période 1991-2020, la température moyenne annuelle observée sur la station météorologique la plus proche, située sur la commune de Fontaine-lès-Vervins à 7 km à vol d'oiseau, est de 10,5 °C et le cumul annuel moyen de précipitations est de 826,3 mm,. Pour l'avenir, les paramètres climatiques de la commune estimés pour 2050 selon différents scénarios d'émission de gaz à effet de serre sont consultables sur un site dédié publié par Météo-France en novembre 2022.

## Urbanisme

### Typologie
Au 1er janvier 2024, Saint-Algis est catégorisée commune rurale à habitat dispersé, selon la nouvelle grille communale de densité à 7 niveaux définie par l'Insee en 2022.
Elle est située hors unité urbaine et hors attraction des villes,.

### Occupation des sols
L'occupation des sols de la commune, telle qu'elle ressort de la base de données européenne d'occupation biophysique des sols Corine Land Cover (CLC), est marquée par l'importance des territoires agricoles (92,2 % en 2018), une proportion identique à celle de 1990 (92,2 %). La répartition détaillée en 2018 est la suivante : 
prairies (64,3 %), terres arables (21,3 %), zones urbanisées (7,8 %), zones agricoles hétérogènes (6,6 %).
L'évolution de l'occupation des sols de la commune et de ses infrastructures peut être observée sur les différentes représentations cartographiques du territoire : la carte de Cassini (XVIIIe siècle), la carte d'état-major (1820-1866) et les cartes ou photos aériennes de l'IGN pour la période actuelle (1950 à aujourd'hui).

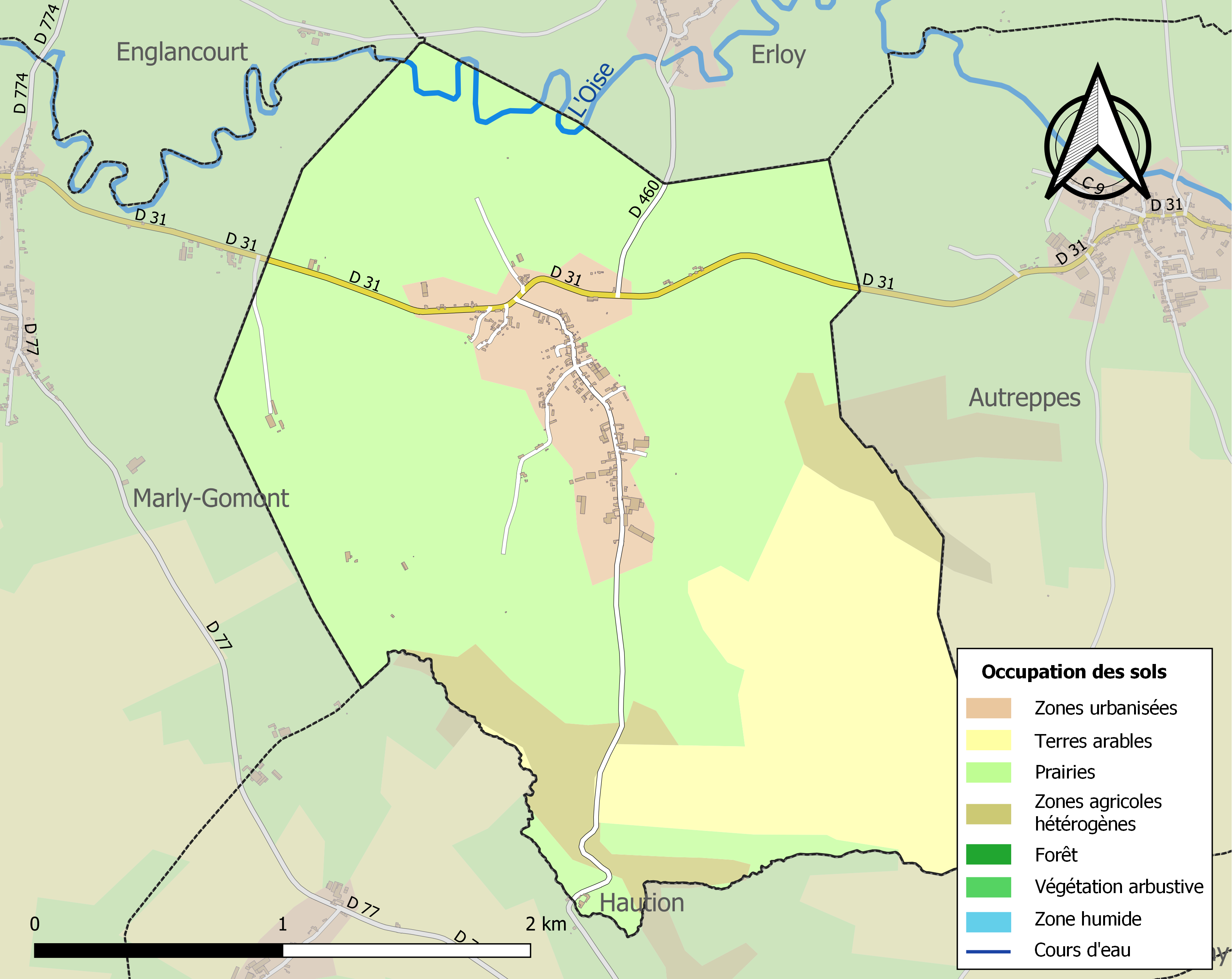
Carte de l'occupation des sols de la commune en 2018 (CLC).

## Toponymie

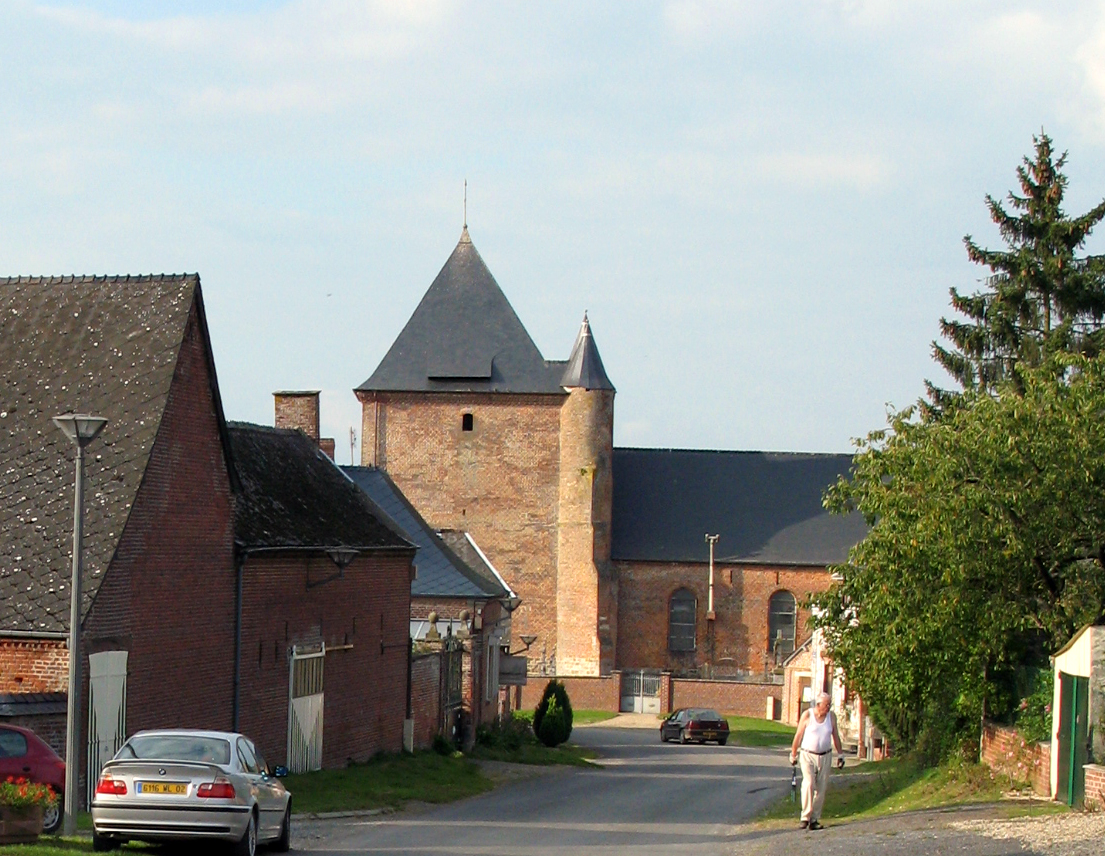
Vue de loin de l'église fortifiée de Saint-Algis

Le village apparaît pour la première fois en 1123 sous l'appellation de Sanctus Algisus dans un cartulaire de l'abbaye de Saint-Michel. L'orthographe variera ensuite de nombreuses fois en fonction des différents transcripteurs : Saint-Augis, Saint-Aulgis, Sainct-Algy, Saint-Algy en 1709 puis l'orthographe actuelle sur la carte de Cassini,.
Saint-Algis est un hagiotoponyme faisant référence à Adalgis de Thiérache, moine d'origine irlandaise qui fut missionnaire en Thiérache et fondateur de paroisses dans le diocèse de Laon en Picardie. Le village de Saint-Algis grandit autour du petit monastère qu'il avait fondé. L'Église fortifiée du village lui est dédiée.

Algis ou Adalgis est une forme latine d'un nom issu du germain : Adalguis qui signifie : « noble-sage ».

## Histoire
|  |  |  |

Histoire
Au VIIe siècle, des gentilshommes irlandais disciples du moine saint Fursey, arrivent dans la région. C'est tout une fratrie qui vient évangéliser avec Gobain (devenu saint Gobain), Wasnon (devenu saint Wasnon qui fonde Leschelle), Eloque, Boelian, Momble et Aldalgis. Ce dernier après avoir évangélisé la région de Laon et la Thiérache, s'installe près de la rivière Oise et termine sa vie en ermite. Sa grande piété et sa renommée attirent des personnes qui viennent s'installer autour de la cellule de celui qui devient saint Adalgis ou saint Algis. C'est ainsi que va naître le hameau puis la paroisse qui prendra le nom du saint décédé le 2 juin 670.
La carte de Cassini ci-contre montre qu'au milieu du XVIIIe siècle Saint-Algis est une paroisse ; au sud, est  figuré le calvaire de Saint-Algis qui existe encore de nos jours. À l'est sur le cours du ruisseau d'Ambercy est représenté le moulin à eau de la Coupille.
Les églises fortifiées de Thiérache 
Lors de la Guerre franco-espagnole de 1635 à 1659, les villages de la région furent constamment ravagés aussi bien par les troupes françaises qu'étrangères. C'est à cette époque que les villages de Thiérache, comme Saint-Algis, transforment leur clocher en forteresse pour permettre aux habitants de s'y réfugier an cas d'attaque.
L'ancienne ligne de chemin de fer de Guise à Hirson
Saint-Algis possédait une gare de la ligne de Guise à Hirson qui est aujourd'hui transformée en habitation. La desserte voyageurs fut supprimée en 1951 et la ligne fermée au trafic fret en 1978. L'axe vert de la Thiérache est aménagé sur l'ancienne plateforme ferroviaire. Quatre trains s'arrêtaient chaque jour dans cette gare (voir les horaires).
Première Guerre mondiale

Le 28 août 1914, soit moins d'un mois après la déclaration de la guerre, le village est occupé par les troupes allemandes après la bataille de Guise. Pendant toute la guerre, le village restera loin du front qui se stabilisera à environ 150 km à l'ouest aux alentours de Péronne. Les habitants vivront sous le joug des Allemands : réquisitions de logements, de matériel, de nourriture, travaux forcés. Ce n'est que début novembre 1918 que les Allemands seront chassés du village par les troupes françaises.
Sur le monument aux morts, on peut lire "Aux enfants de Haution, Féronval et Ambercy morts pour la France". Sur le monument aux morts sont écrits les noms des 16 soldats du village morts pour la France au cours de la Guerre 1914-1918.
 Seconde Guerre mondiale 
Un réseau s'était formé au hameau de la Coupille, il enrôlait des résistants du village et des communes proches. L'occupant, désirant détruire ce réseau, va lancer un assaut où l'on relèvera cinq victimes. Un mémorial est érigé en leur mémoire.

## Politique et administration

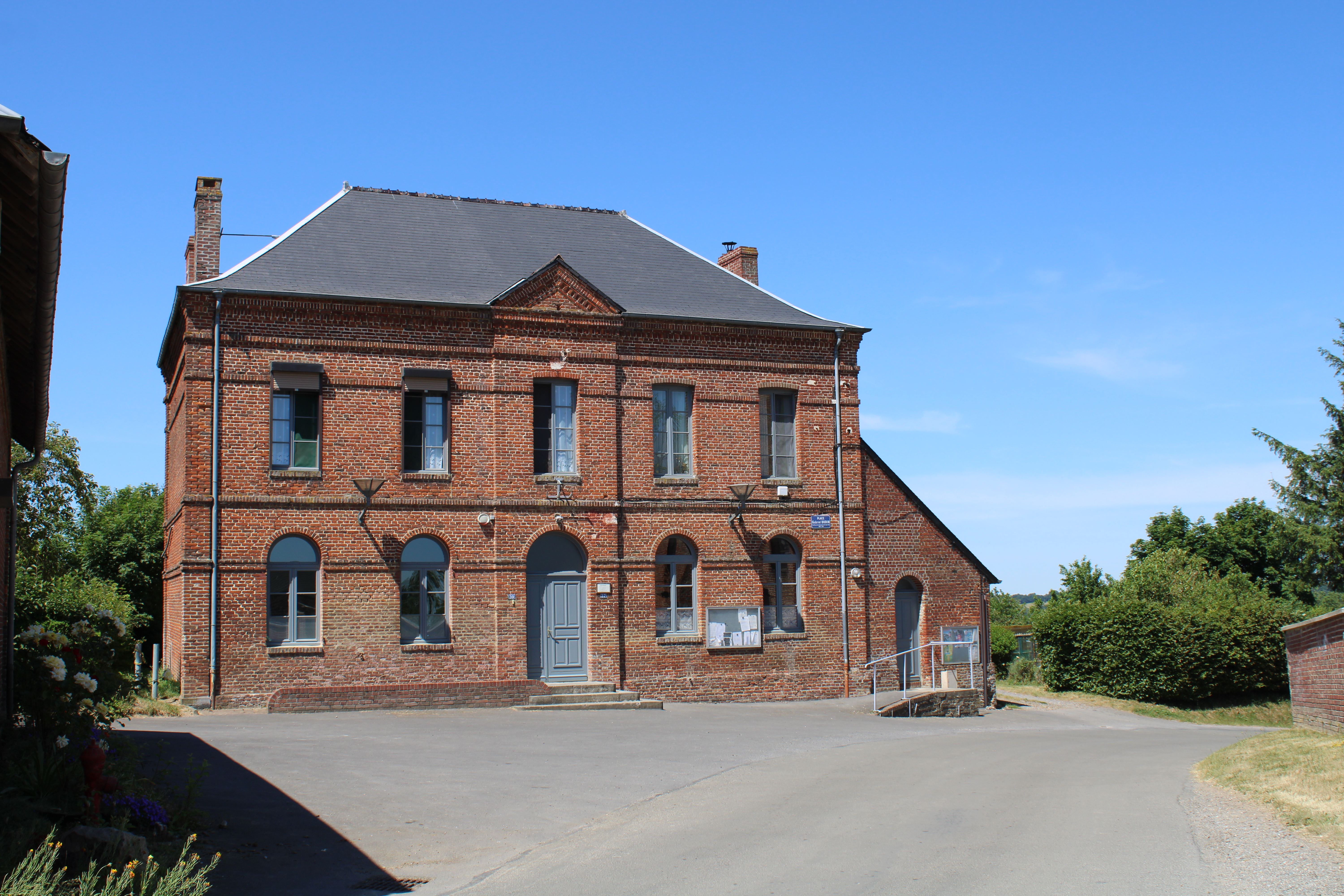
La mairie.

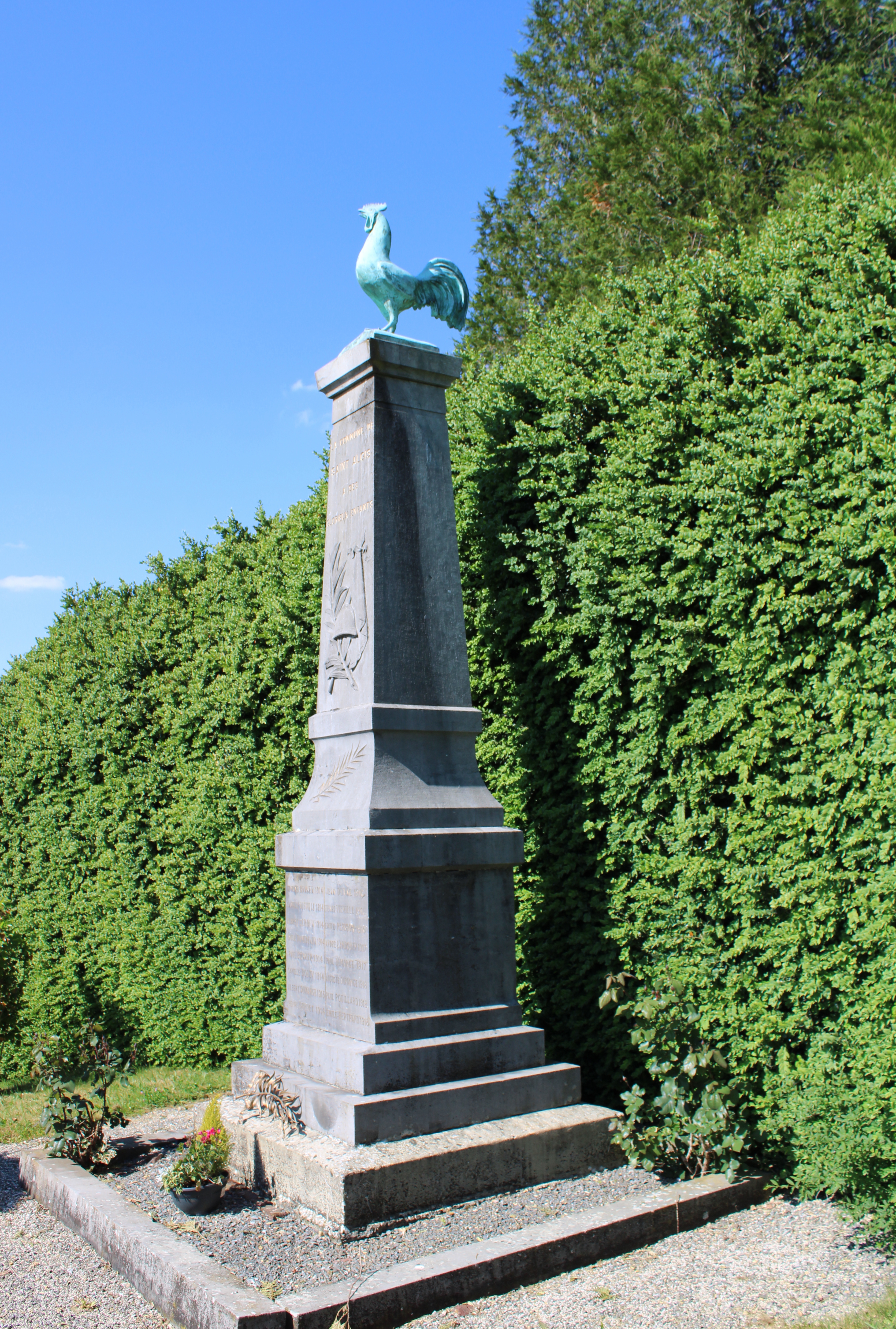
Le monument aux morts.

### Découpage territorial
La commune de Saint-Algis est membre de la communauté de communes de la Thiérache du Centre, un établissement public de coopération intercommunale (EPCI) à fiscalité propre créé le 31 décembre 1992 dont le siège est à La Capelle. Ce dernier est par ailleurs membre d'autres groupements intercommunaux.
Sur le plan administratif, elle est rattachée à l'arrondissement de Vervins, au département de l'Aisne et à la région Hauts-de-France. Sur le plan électoral, elle dépend du  canton de Vervins pour l'élection des conseillers départementaux, depuis le redécoupage cantonal de 2014 entré en vigueur en 2015, et de la troisième circonscription de l'Aisne  pour les élections législatives, depuis le dernier découpage électoral de 2010.

### Administration municipale
| Période                                  | Période                    | Identité        | Étiquette | Qualité                     |
| ---------------------------------------- | -------------------------- | --------------- | --------- | --------------------------- |
| Les données manquantes sont à compléter. |                            |                 |           |                             |
| avant 1988                               | 1989                       | André Dumange   |           |                             |
| 1989                                     | 1995                       | André Fourdrain | DVD       |                             |
| juin 1995                                | mars 2008                  | Bernard Canon   |           | Professeur de mathématiques |
| mars 2008                                | mai 2020                   | Régis Guillemin | DVD       | Retraité de l'agriculture   |
| mai 2020                                 | En cours (au 18 juin 2020) | Martine Basse   |           |                             |

## Démographie
L'évolution du nombre d'habitants est connue à travers les recensements de la population effectués dans la commune depuis 1793. Pour les communes de moins de 10 000 habitants, une enquête de recensement portant sur toute la population est réalisée tous les cinq ans, les populations de référence des années intermédiaires étant quant à elles estimées par interpolation ou extrapolation. Pour la commune, le premier recensement exhaustif entrant dans le cadre du nouveau dispositif a été réalisé en 2008.

En 2022, la commune comptait 148 habitants, en évolution de −7,5 % par rapport à 2016 (Aisne : −1,97 %, France hors Mayotte : +2,11 %).
| 1793 | 1800 | 1806 | 1821 | 1831 | 1836 | 1841 | 1846 | 1851 |
| ---- | ---- | ---- | ---- | ---- | ---- | ---- | ---- | ---- |
| 607  | 534  | 582  | 582  | 537  | 538  | 543  | 519  | 530  |

| 1856 | 1861 | 1866 | 1872 | 1876 | 1881 | 1886 | 1891 | 1896 |
| ---- | ---- | ---- | ---- | ---- | ---- | ---- | ---- | ---- |
| 501  | 492  | 472  | 463  | 449  | 431  | 406  | 381  | 345  |

| 1901 | 1906 | 1911 | 1921 | 1926 | 1931 | 1936 | 1946 | 1954 |
| ---- | ---- | ---- | ---- | ---- | ---- | ---- | ---- | ---- |
| 314  | 291  | 283  | 310  | 294  | 270  | 253  | 257  | 255  |

| 1962 | 1968 | 1975 | 1982 | 1990 | 1999 | 2006 | 2008 | 2013 |
| ---- | ---- | ---- | ---- | ---- | ---- | ---- | ---- | ---- |
| 257  | 232  | 207  | 182  | 174  | 146  | 155  | 157  | 162  |

| 2018 | 2022 | - | - | - | - | - | - | - |
| ---- | ---- | - | - | - | - | - | - | - |
| 152  | 148  | - | - | - | - | - | - | - |

## Lieux et monuments

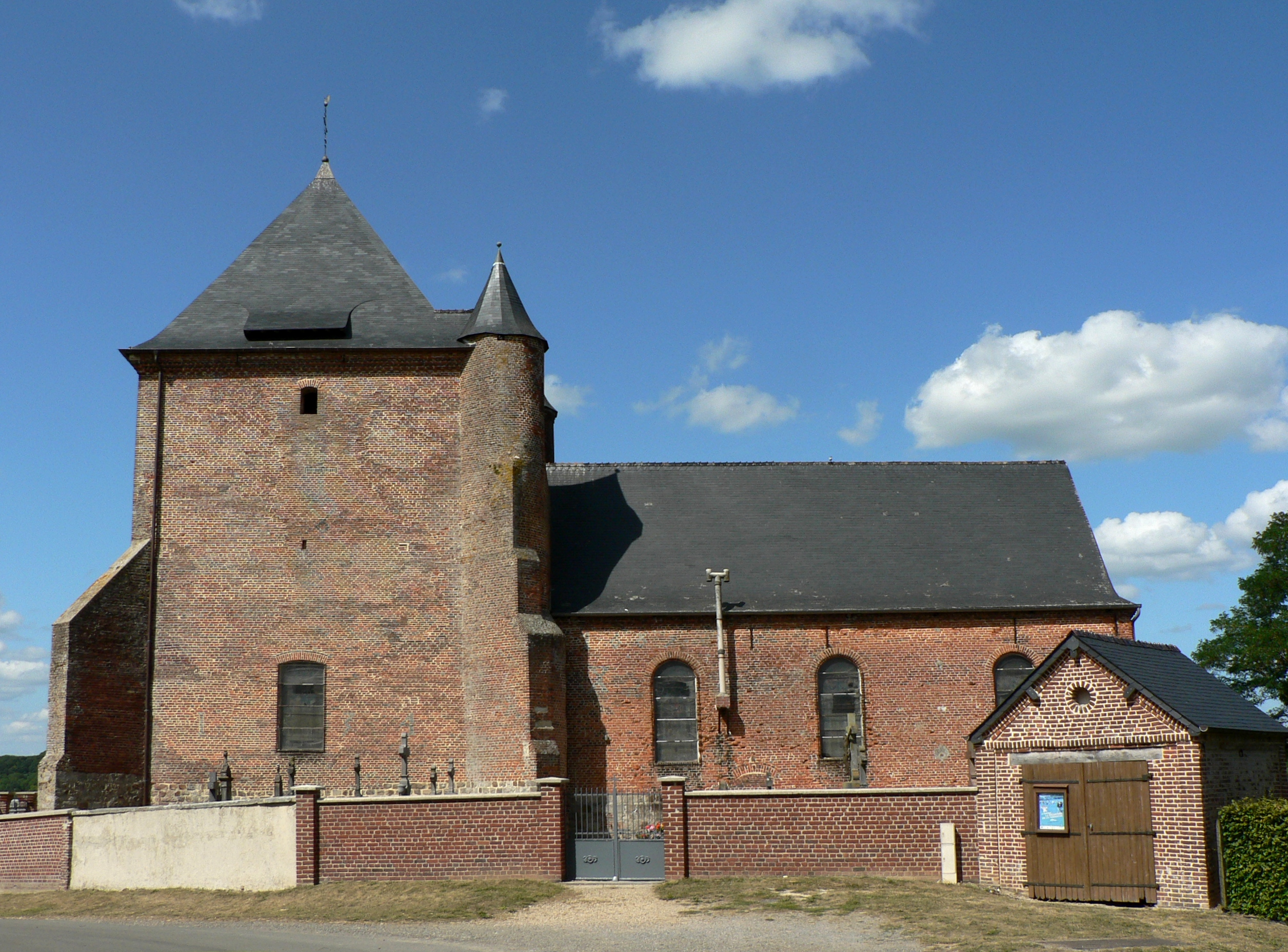

- La fontaine de Saint-Algis.

- Église fortifiée Saint-Algis.
- Axe vert de la Thiérache.

## Personnalités liées à la commune
- Saint Algis ou Adalgis, un moine irlandais et disciple de saint Fursey qui a donné son nom à la commune.
- Arnaud Bisson (1909-1944), résistant français, Compagnon de la Libération. Responsable des opérations de parachutages dans l'Aisne, il avait installé son P. C. à Saint-Algis, au lieu-dit du Moulin de la Coupille où une stèle commémorative porte son nom.